# Robert Waseige
‎
Robert Waseige, belgijski nogometaš in trener, * 26. avgust 1939, Rocourt, Belgija, † 17. julij 2019, Liège.
Waseige je bil selektor belgijske in alžirske nogometne reprezentance. 
Kot trener je vodil naslednje klube: Winterslag, FC Liège, Lokeren, Charleroi, FC Brussels in Sporting.
Igral je za FC Liège, Racing White in Winterslag.